# Apocephalus trisetus
Apocephalus trisetus är en tvåvingeart som beskrevs av Brown 1993. Apocephalus trisetus ingår i släktet Apocephalus och familjen puckelflugor.
Artens utbredningsområde är Costa Rica. Inga underarter finns listade i Catalogue of Life.